# 黑霧解散
黑霧解散（日语：／ Kuroikiri-kaisan */?），是1966年12月27日日本眾議院解散的俗稱。

## 历史
1966年日本政壇接連被揭發重大丑聞事件，被稱為「黑霧事件」，對執政的自民黨信譽打擊很大，日本國民對政府的不信任感增強。12月1日，佐藤榮作首相第二次競選自民黨總裁雖然以絕對優勢勝出，但是比預計中多了不少的反對票告誡佐藤內閣必須為黑霧事件負責。另一方面，以社會黨為首的在野黨亦以黑霧為由不斷抨擊政府，干擾國會的正常運作，以求迫使政府解散國會提前大選。
臨時國會通過了追加預算案之後，佐藤首相開始表示認真考慮解散國會的時機。12月22日，首相向社會黨、民社黨、公明黨三黨領袖提出邀請舉行四黨首腦會談。12月24日，四黨的領袖在國會內的大臣室舉行會談，雖然首相沒有允諾哪天解散國會，但是彼此間達成了在12月27日召開通常國會那天宣布解散國會的默契。
12月27日，第54回通常國會召開。14:00開始舉行眾議院大會，當天所有之前抵制國會運行的在野黨議員在全部出席。眾議院議長綾部健太郎宣布開會，內閣官房長官福永健司拿著紫色綢制的小包袱（天皇按照內閣總理大臣意圖起草的詔書）走進國會，由事務總長久保田義麿交給綾部議長。綾部宣布收到詔書，全體起立。議長宣讀：
|  | 根據《日本國憲法》第七條，解散眾議院。 |

全體議員三呼萬歲，在熱烈的掌聲下，國會正式被解散。大選安排在1967年1月29日。

## 后續
一般認為，黑霧解散是成功的。因為在一個月之後舉行的第31回眾議院議員選舉中，自民黨不僅沒有像外界預料中那樣大幅減少議席，保守派所得的總議席反而還有所增加，達到絕對多數；反觀社會黨卻在大選中慘敗。佐藤政權通過大選擺脫了黑霧，凝聚了更大的向心力，組成第二次佐藤內閣之後，佐藤更大膽地全面推行自己的政策。

## 外部連結
- 1966年12月27日衆議院大會議事錄